# Вайс, Джон
Джон Вайс (12 декабря 1932, Сент-Томас, Онтарио, Канада — 9 января 2013, Лондон, Онтарио, Канада) — канадский политик, член Палаты общин Канады от Элгина (1972—1988), министр сельского хозяйства (1979—1980, 1984—1988). Член прогрессивно-консервативной партии Канады.

## Биография
Джон Вайс — фермер в пятом поколении. В 1968—1969 годы Вайс был главой города Ярмут, а в 1969 — графства Элгин.
В 1972 года Вайс стал заниматься федеральной политикой, обойдя на выборах в Палату общин члена либеральной партии Гаролда Стаффорда (Harold Stafford). С этого момента Вайс ещё четыре раза побеждал на выборах. Вайс в основном находился в оппозиции, критикуя позицию правительства в области сельского хозяйства, но в правительстве Джо Кларка (1979—980) и Брайана Малруни (1984—1988) он был министром сельского хозяйства.
Вайс выступал за подписани канадско-американского торгового соглашения. Он способствовал созданию новых исследовательских лабораторий в Лондоне, Гуэлфе и по всей Канаде. Вайс был также президентом ассоциации производителей крупного рогатого скота Оксфорда и округа (Oxford and District Cattle Breeders Association) и одним из руководителей канадской ассоциации экспортёров, (Canadian Livestock Exporters Association) и канадской ассоциации экспортёров эмбрионов (Canadian Embryo Exports Association), почётным президентом Канадского совета по охране почв (Soil Conservation Council of Canada) и почётным членом канадской ассоциации ветеринарной медицины (Canadian Veterinary Medical Association).
Его именем названа школа в Сент-Томасе.